# Mortoniella iridescens
Mortoniella iridescens är en nattsländeart som beskrevs av Oliver S. Flint Jr. 1991. Mortoniella iridescens ingår i släktet Mortoniella och familjen stenhusnattsländor. Inga underarter finns listade i Catalogue of Life.